# Liste der Bodendenkmäler in Kirchlauter
Auf dieser Seite sind die Bodendenkmäler in der unterfränkischen Gemeinde Kirchlauter zusammengestellt. Diese Tabelle ist eine Teilliste der Liste der Bodendenkmäler in Bayern. Grundlage ist die Bayerische Denkmalliste, die auf Basis des Bayerischen Denkmalschutzgesetzes vom 1. Oktober 1973 erstmals erstellt wurde und seither durch das Bayerische Landesamt für Denkmalpflege geführt wird. Die folgenden Angaben ersetzen nicht die rechtsverbindliche Auskunft der Denkmalschutzbehörde.

Wappen von Kirchlauter

Diese Liste gibt den Fortschreibungsstand vom 3. Juli 2018 wieder und enthält vier Bodendenkmäler.

## Bodendenkmäler nach Gemarkung

### Kirchlauter
| Lage                        | Objekt | Akten-Nr.     | Bild |
| --------------------------- | --- | ------------- | ---- |
| Hauptstraße 32 (Standort)   | Untertägige Bauteile des „Wasserschlosses“ aus dem 17. Jahrhundert sowie des „Alten Schlosses“ aus dem 16. Jahrhundert (Baudenkmal D-6-74-160-3)                            | D-6-5930-0034 |      |
| Kirchenstraße 11 (Standort) | Untertägige Bauteile der bestehenden Pfarrkirche (Baudenkmal D-6-74-160-2), Fundamente mittelalterlicherVorgängerbauten sowie Körpergräber des Mittelalters und der Neuzeit | D-6-5930-0035 |      |

### Neubrunn
| Lage                     | Objekt                                            | Akten-Nr.     | Bild |
| ------------------------ | ------------------------------------------------- | ------------- | ---- |
| Kirchenring 8 (Standort) | Untertägige Bauteile der frühneuzeitlichen Kirche | D-6-5930-0031 |      |

### Pettstadt
| Lage                                     | Objekt                                                         | Akten-Nr.     | Bild |
| ---------------------------------------- | -------------------------------------------------------------- | ------------- | ---- |
| östlich von Pettstadt im Wald (Standort) | Bestattungsplatz mit Grabhügel vorgeschichtlicher Zeitstellung | D-6-5930-0006 |      |